# Timmaspe
Timmaspe ist eine Gemeinde im Kreis Rendsburg-Eckernförde in Schleswig-Holstein.

## Geografie

### Geografische Lage
Das Gemeindegebiet von Timmaspe erstreckt sich an der östlichen Flanke des Naturraums Holsteinische Vorgeest etwa 8 km nordwestlich von Neumünster und 4 km südöstlich von Nortorf. Die Mitbek bildet überwiegend den östlichen und südöstlichen Grenzverlauf der Gemarkung ab.

### Gemeindegliederung
Siedlungsgeographisch gliedert sich die Gemeinde in mehrere sogenannte Wohnplätze. Neben dem Dorf gleichen Namens liegen ebenfalls die Hof-/Höfesiedlungen Birkenhof, Fahrenseck, Heidehof, Karlshof und Langenhorst; außerdem die Einzelsiedlung des Forsthauses Iloo im gleichnamigen Forst im Gemeindegebiet.

### Nachbargemeinden
Unmittelbar angrenzende Gemeindegebiete von Timmaspe sind:
|        | Schülp b. Nortorf                           |          |
| Gnutz  | Kompassrose, die auf Nachbargemeinden zeigt | Krogaspe |
| Aukrug |                                             | Wasbek   |

## Geschichte
Der Ort liegt in einem Heidegebiet, das durch den Abbau und die Verhüttung von Raseneisenerz in vorgeschichtlicher Zeit entstanden ist, da durch den Holzverbrauch beim Verhütten die Waldgebiete der Region abgeholzt wurden. Erst im 18. und 19. Jahrhundert wurde versucht, das Gebiet vorwiegend mit Nadelhölzern wieder aufzuforsten.
Timmaspe wurde 1320 erstmals als Tymmenaspe erwähnt. Der Ortsname bedeutet Espenort des Timmo. Eine Espe ist eine Zitterpappel.
Östlich des Dorfes Timmaspe befand sich der Bahnhof Aspe an der Bahnstrecke Neumünster–Flensburg.
Seit 1981 befindet sich der größte Haustierfriedhof Europas in Timmaspe.

## Politik

### Gemeindevertretung
Bei der Kommunalwahl am 14. Mai 2023 wurden insgesamt elf Sitze vergeben. Diese fielen erneut alle an die Kommunale Wählergemeinschaft Timmaspe. Die Wahlbeteiligung betrug 48,4 %.

### Wappen
Blasonierung: „In Silber ein grüner Schildhauptpfahl, links und rechts begleitet von je einem grünen Espenblatt.“

## Verkehr
Durch das Gemeindegebiet von Timmaspe führt die schleswig-holsteinische Landesstraße 328. Sie führt in südöstlicher Richtung bis in die Ortslage von Neumünster mit dem Anschluss an die Bundesstraße 430, in nordwestlicher Richtung bis zum Anschluss an die Bundesstraße 77 bei Jevenstedt.

## Mit Timmaspe verbundene Persönlichkeiten
- Hans Christian Laage (1853–1931), in Timmaspe geborener Laienforscher zur Vorgeschichte
- Hans Stade (1888–1987), in Timmaspe geborener Gewerkschafter und Politiker (SPD, USPD)
- Walter Bartram (1893–1971), Politiker (CDU) und von 1950 bis 1951 Ministerpräsident des Landes Schleswig-Holstein. Ab 1947 war er Inhaber der Kraftfutterfabrik Aspe in Timmaspe.